# Senecio mairetianus

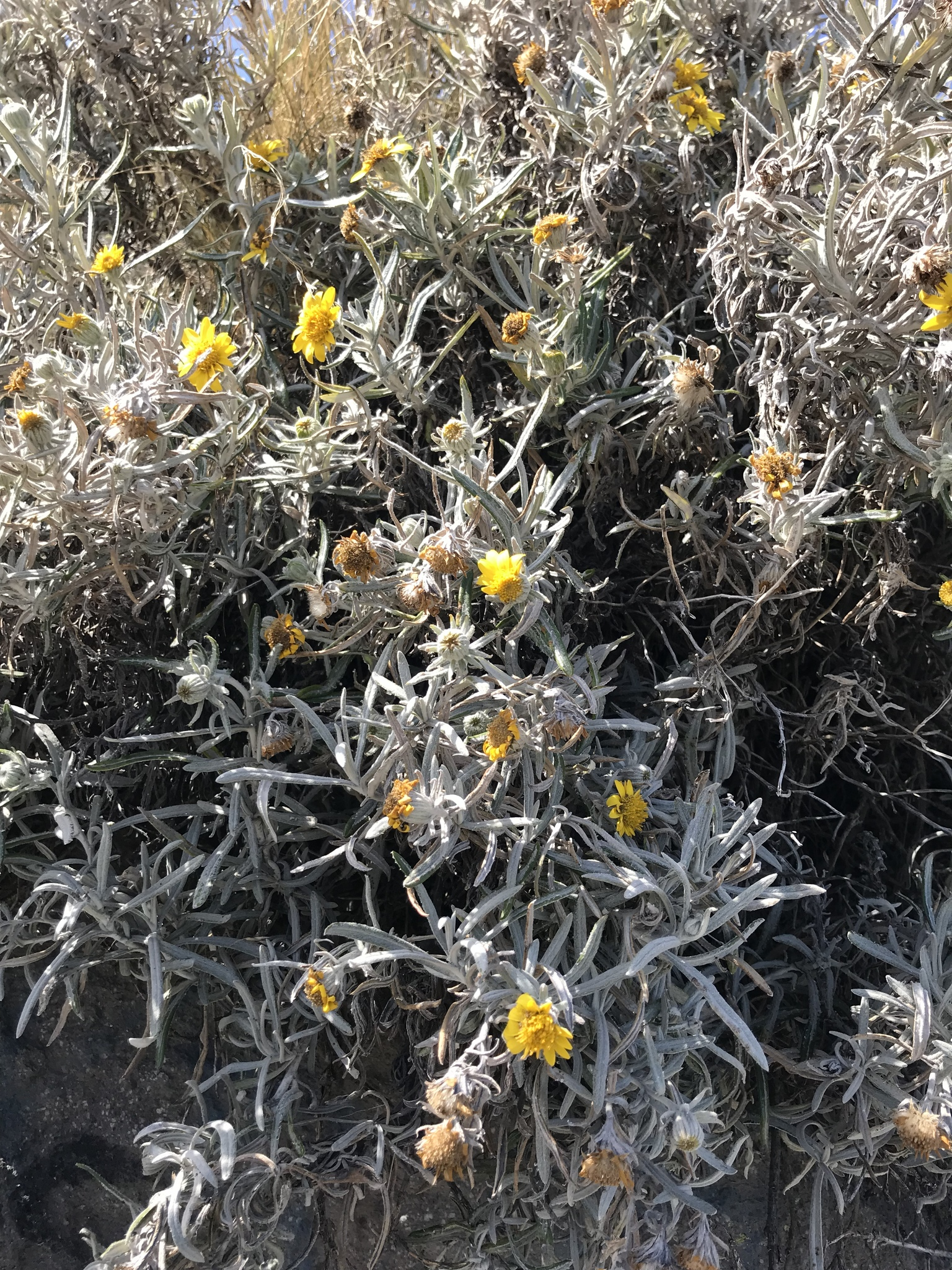
Vista de la planta

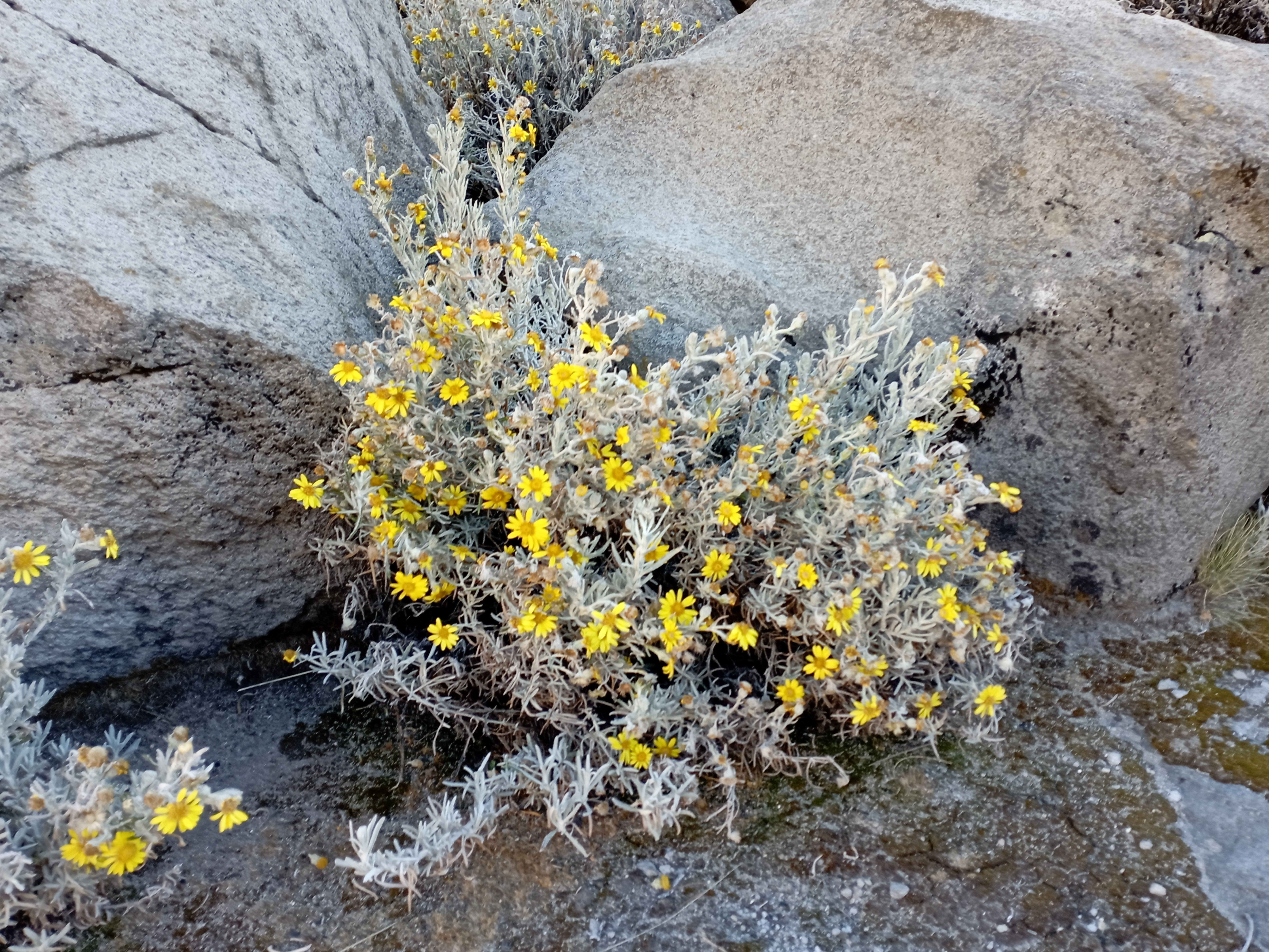
En su hábitat

Senecio mairetianus es una planta de la familia de las asteráceas, nativa de México.

## Descripción
Es un arbusto o subarbusto muy ramificado desde la base, densamente tomentoso, aromático al estrujar, de hasta 1 m de alto. Las hojas son linear-lanceoladas u oblanceoladas, sésiles, coriáceas, de 1 a 8 cm de largo y hasta 7 mm de ancho, con el ápice agudo, margen entero o ligeramente denticulado, revoluto. La inflorescencia es un corimbo de cabezuelas radiadas o bien una cabezuela solitaria en la parte terminal de las ramas. Involucro anchamente campanulado, con 20 a 25 brácteas linear-lanceoladas u oblongo-lanceoladas, tomentosas; receptáculo plano. Flores liguladas alrededor de una veintena, de color amarillo brillante; flores del disco muy numerosas, amarillas, de unos 8 a 11 mm de largo. El fruto es una cipsela claviforme a subcilíndrica, de unos 2 mm de largo, estriadas, glabras a ligeramente pubescentes, con un vilano de cerdas blancas.

## Distribución y hábitat
Senecio mairetianus es un endemismo de México que habita principalmente el ecosistema de zacatonal y el bosque abierto de Pinus hartwegii. Se distribuye por las altas montañas del Eje Neovolcánico. Es abundante entre Veracruz y el Estado de México, y también se ha colectado en el Pico de Tancítaro (Michoacán), el Nevado de Colima (Jalisco) y el Volcán Tacaná (Chiapas).

## Taxonomía
Senecio mairetianus fue descrita en 1838 por Augustin Pyrame de Candolle en Prodromus systematis naturalis regni vegetabilis 6: 430.

### Etimología
Senecio: nombre genérico del latín sĕnĕcĭo, -ōnis, "anciano", por los vilanos blancos del fruto que recuerdan a una cabeza canosa.
mairetianus: epíteto específico dado en honor a Mairet de la Chaudefont, botánico francés quien realizó varias colectas vegetales en México y a cuyo herbario tuvo acceso De Candolle para describir algunas especies, entre ellas la presente.

### Sinónimos
- Senecio calcarius Kunth[4]